# Далека Райдуга
«Далека Райдуга» (рос. Далёкая Радуга) — науково-фантастична повість російських радянських письменників Аркадія і Бориса Стругацьких 1963 року.
Описує катастрофу на планеті, де проводився науковий експеримент. Оскільки загибель загрожує всім, а транспорту не вистачає для негайної евакуації, перед жителями планети постає питання кому врятуватися, а кого приректи на смерть. У повісті гостро ставиться проблема відповідальності вчених за свої наукові відкриття та технічні розробки, а також проблема взаємодії людини з машинами та кібернетичними організмами.

## Історія створення
Повість, за спогадами самих Стругацьких, автори задумали 1962 року після перегляду фільму Стенлі Крамера «На березі», знятого за однойменним романом. Після перегляду фільму брати надихнулись ідеєю створення твору-катастрофи унаслідок ядерних випробувань. Проте вони розуміли, що в тогочасних умовах Радянського Союзу такий твір не пропустила б цензура, тому вирішили написати повість про катастрофу, пов'язану з новітніми науковими розробками, дія якої відбувається на іншій планеті, яку земні вчені використовують як своєрідний науковий полігон. Наприкінці 1962 року письменники написали перший варіант повісті, який уперше опубліковано в збірці «Нова сигнальна», яку 1963 року надрукувало видавництво «Знання». Повніший варіант вийшов друком 1964 року, та увійшов до однойменної збірки творів Стругацьких, яку надрукувало видавництво «Молода гвардія».

## Сюжет

### Хронологія
Згідно з хронологією творів Стругацьких, розробленою фантастикознавцем Сергієм Переслєгіним, дія відбувається в 2156 році. Спостерігаються дві сюжетні лінії: основна, пов'язана із катастрофою експериментальної установки для нуль-транспортування на планеті Райдуга; та сюжетна лінія, пов'язана із так званим «Массачусетським експериментом», під час якого проводилось зрощення свідомості людей-добровольців із кібернетичним мозком комп'ютерів. У повісті згадано, що таких добровольців було 13, із яких на момент дії повісті в живих залишився лише один, герой повісті Камілл, який сам визнає, що після цього експерименту він крім феноменальної життєздатності (кілька разів у повісті гинув і пізніше воскресав), отримав також суттєві відмінності в психології від людських (за його ж словами, психологічно він перестав бути людиною).

### Дія
У повісті описано діяльність учених-фізиків, яким для наукових експериментів з вивчення надсвітлового нуль-транспортування виділили цілу планету із позасонячної зоряної системи Райдуга. Наукову апаратуру та прилади для наукових експериментів на Райдугу завозять із Землі, а їжею та енергією жителі планети забезпечують себе самостійно. На планеті вони живуть разом із сім'ями, на Райдузі діють навіть дошкільні дитячі заклади. Проте вивчення нуль-транспортування проходить не без труднощів. Під час проведення нуль-транспортування не лише руйнуються живі об'єкти, а й виникає електромагнітна хвиля, яка знищує усе на своєму шляху, причому при транспортуванні більших об'єктів виникає більша хвиля, розмір хвилі також наростає від початку експериментів до моменту, описаного в книзі. Поява цієї хвилі розділяє учених на два табори, один з яких вважає за необхідне зосередитись на продовженні експериментів безпосередньо з нуль-транспортування, а інші небезпідставно вважають, що спочатку слід зосередитись на вивченні хвилі, а пізніше продовжити дослідження нуль-транспортування.
Якраз у розпал наукових суперечок на Райдугу прибуває транспортний корабель «Таріель-2» із вантажем необхідного наукового обладнання. Проте в день прибуття учені спостерігають відразу дві хвилі небаченої до цього потужності, які йдуть від полюсів планети до її екватора, де розміщено основні поселення людей та наукові лабораторії. Під час експериментів, у час виявлення надпотужної хвилі, та спроби порятунку наукового обладнання, гине фізик Камілл. Його напарник із експериментів зумів дістатися до адміністративного центру планети, та повідомити про масштаби ймовірної катастрофи. Спеціальні машини, розроблені для боротьби з хвилею, не можуть справитися з наступом стихії, яка просто випалює на своєму шляху все живе. Одночасно виявляється, що Камілл не загинув, він зумів відеофоном зв'язатися з керівництвом планети, та повідомити про небезпеку нових видів хвиль. Пізніше він дістається до центру управління планети, та повідомляє, що він не є людиною, а гібридом людини та кібернетичного мозку, який утворився внаслідок так званого Массачусетського експерименту, і є останнім із тих, хто брав у ньому участь. Керівництво планети та вчені розуміють, що за такого розмаху катастрофи їм не вдасться врятувати всіх людей з планети та всю наукову апаратуру, оскільки їх не вдасться вивезти на єдиному космічному кораблі «Таріель-2», який перебував на той момент на планеті. Інший космічний корабель, «Стріла», який прямує до планети, не встигне за розрахунками сісти на її поверхню до часу, коли обидві хвилі досягнуть екватора планети.
Командир «Таріеля-2» Леонід Горбовський разом із керівництвом планети розмірковують, хто варті порятунку. В центрі уваги опиняються вчені (які володіють знаннями, що можуть вирішити проблему хвиль) та діти (пожертвувавши ними, дорослі продемонструють свою негуманність). Зрештою вирішують евакуювати з планети в першу чергу дітей, найцінніше наукове обладнання та найвидатніші художні твори, а Горбовський разом із екіпажем та вченими залишається на планеті в очікуванні неминучої загибелі.

### Доля персонажів після фіналу
З подальших творів Стругацьких можна зробити висновок, що події на Райдузі не закінчились загибеллю людей, оскільки Леонід Горбовський є героєм низки пізніших творів Стругацьких, зокрема, роману «Хвилі гасять вітер», який завершує цикл про Світ Полудня. Автори твору не дають цьому пояснення ні в самій повісті, ні в наступних творах. Імовірними сценаріями розвитку подій можуть бути: або дві хвилі від полюсів, зійшовшись на екваторі, погасили одна одну, а їхня енергія взаємопоглинулась, і вони не завдали шкоди людям; або космічний корабель «Стріла» зумів вчасно, всупереч попереднім висновкам, підійти до поверхні планети та евакуювати людей. Також у наступних творах Стругацьких, зокрема в романі «Жук у мурашнику» розповідається про успішне використання нуль-транспортування, що наводить на думку, що експерименти на Райдузі закінчились успіхом.

## Переклади
- 1965 - чеською мовою під назвою «Ničivá vlna»
- 1967 - англійською мовою під назвою «Far Rainbow»
- 1967 - італійською мовою під назвою «Catastrofe planetaria»
- 1969 - болгарською мовою під назвою «Далечната планета»
- 1971 - німецькою мовою під назвою «Der ferne Regenbogen»
- 1988 - польською мовою під назвою «Daleka Tęcza»
- 2015 - естонською мовою під назвою «Kauge Vikerkaar»

Українською мовою повість не перекладалася.